# Марінцев Юрій Павлович
Марінцев Юрій Павлович (6 березня 1936 − 7 липня 2007) − генерал-майор авіації (1983), начальник Чернігівського вищого військового авіаційного училища льотчиків (1980-1985). 

## Життєпис
Народився 6 березня 1936 в містечку Борисоглібськ Воронезької області (РРФСР), де закінчив 10 класів середньої школи. В 1959 закінчив Єйське військово-морське авіаційне училище льотчиків військо-повітряних сил (Єйське ВМАУЛ ВПС) ім. Й.В. Сталіна, а в 1970 році – Військово-повітряну академію ім. Ю.О. Гагаріна. 
Військову династію льотчиків продовжив син, Юрій Юрійович, − льотчик морської авіації, закінчив Чернігівське ВВАУЛ у 1984 році.

## Бойовий шлях
- льотчик 116-го винищувального авіаполку 330-ї винищувальної авіаційної дивізії 26-ї повітряної армії (1959-1970);
- командир ескадрильї 968-го винищувального авіаполку 95-ї винищувальної авіаційної дивізії 26-ї повітряної армії (1970-1974);
- командир 968-го винищувального авіаполку 95-ї винищувальної авіаційної дивізії 26-ї повітряної армії у місті Колобжег, ПНР (1974-1977), успішно підготував та провів усі заходи в рамках  навчань «Щит-76»;
- заступник командира 239-ї винищувальної авіаційної дивізії (1977-1980);
- заступник начальника Чернігівського ВВАУЛ (1980);
- начальник Чернігівського Вищого військового авіаційного училища льотчиків (1980-1985);
- заступник командувача ВВС Кавказького військового округу з бойової підготовки та ВНЗ − начальник відділу бойової підготовки та ВНЗ (1985-1988);
- заступник командувача 17-ї повітряної армії з бойової підготовки та ВНЗ − начальник бойової підготовки та ВНЗ (1988-1991);

Перебував в запасі з 1991 року. Помер після тривалої важкої хвороби у 2007 році.